# Lesparre-Médoc
Lesparre-Médoc è un comune francese di 5 716 abitanti situato nel dipartimento della Gironda nella regione della Nuova Aquitania.

## Società

### Evoluzione demografica
Abitanti censiti

## Amministrazione

### Gemellaggi
- Olhão, dal 1992
- Drayton, dal 2000